# مومچیلگراد
مومچیلگراد شهری در استان کرجالی کشور بلغارستان است که جمعیت آن در سال ۲۰۰۱ میلادی ۷٬۹۴۸ نفر بوده‌است.